# Morné Nagel
Morné Nagel (né le 23 février 1978 à Vereeniging) est un athlète sud-africain. Il mesure 1,83 m pour 77 kg.

## Palmarès

### Championnats du monde d'athlétisme
- Championnats du monde d'athlétisme de 1999 à Séville
  - 6e du 4 × 100 m d' Afrique du Sud en 38 s 74, record national, relais composé de Morne Nagel, Marcus La Grange, Lee-Roy Newton et Mathew Quinn

- Championnats du monde d'athlétisme de 2001 à Edmonton ( Canada)
  -  Médaille d'or en relais 4 × 100 m, record national du relais en 38 s 47 à Edmonton le 12 août 2001, après disqualification (Morné Nagel, Corné du Plessis, Lee-Roy Newton, Mathew Quinn).
  - éliminé en série sur 200 m

### Jeux africains
- Jeux africains de 1999 à Johannesbourg
  -  Médaille d'or en relais 4 × 100 m

## Meilleures performances
- 60 m : 6.64A 	 1.1 	1 	Johannesburg	21 Fév 2001
- 60 m en salle : 6.48 	NR 	 	1 	Dortmund	27 Jan 2002
- 100 m : 10.13A 0.6 	2rA 	Pretoria	12 Avr 2002
- 200 m : 20.11A NR 	-0.8 	1 	Germiston	5 Avr 2002
- 200 m en salle : 20.54 	NR 	 1r1 	Liévin	24 Feb 2002
- 400 m : 46.54A 1 		Pretoria	4 Nov 2006